# Петроний Анниан
Петро́ний Анниа́н (лат. Petronius Annianus) — государственный деятель Римской империи начала IV века, консул 314 года.

## Биография
В 314 году Анниан занимал должность ординарного консула вместе с Гаем Цейонием Руфием Волузианом). В 315—317 годах он занимал пост префекта претория при августе Константине, его коллегой (при Лицинии) был Юлий Юлиан. Более никаких фактов о его биографии и карьере не сохранилось.
Предположительно, его сыном мог быть консул 322 года Петроний Пробиан.